# Plitvica (plaats)
Plitvica (Duits: Plippitz) is een plaats in Slovenië en maakt deel uit van de gemeente Apače in de NUTS-3-regio Pomurska. De plaats telde 107 inwoners op 1 januari 2020.

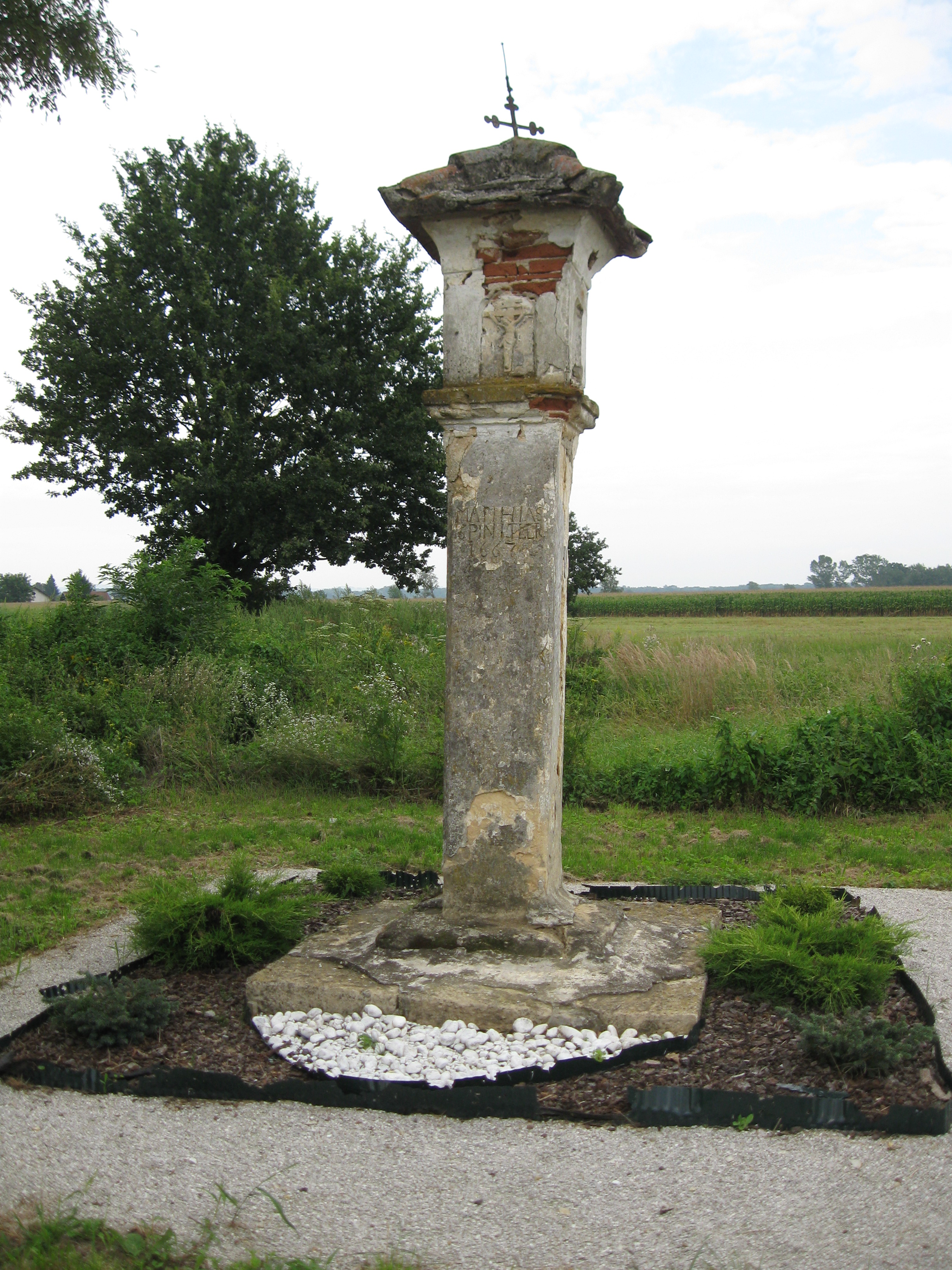
Monument